# Соколов, Михаил Августович
Михаил Августович Крымшамхалов-Соколов (25 октября 1871, ст. Горячеводская — 1947, Нью-Йорк) — военнослужащий Русской императорской армии, полковник (1917), кавалер Ордена Святого Георгия 4-й степени (1915). Участник Русско-японской и Первой мировой войн, Гражданской войны в России в составе Белого движения на Юге России. 

## Биография
Прадедом Михаила и Степана Крымшамхаловых-Соколовых являлся представитель карачаевского княжеского рода Крымшамхаловых (в искаженной транскрипции - Бой-Мырза Арим), еще в конце 18 в. попавший в Россию (скорее всего, в качестве аманата). Приняв православие, он стал носить имя Никифор Степанович Соколов, дослужился до чина ротмистра. Имел трех сыновей - Иван (полковник), Александр (есаул), Гавриил (войсковой старшина). Одним из сыновей Ивана был Варфоломей (он же Август). 
Образование получил в Пятигорской гимназии. В службу вступил 17 апреля 1890 года вольноопределяющимся в 1-й Сунженско-Владикавказский казачий полк. Урядник (1892). Окончил Ставропольское казачье юнкерское училище (1896). В 
1897 году переведён в 45-й (с 1907 года — 18-й) драгунский Северский полк и  5 мая 1898 года произведён в корнеты (со старшинством с 1 сентября 1896); продолжая службу в полку, получил чины поручика (29 августа 1901, со старшинством с 1 сентября 1900) и штабс-ротмистра (1 сентября 1904). Занимал должности заведующего полковым оружием и лазаретом, заведующего полковыми мастерскими, полкового квартирмейстера, в июле 1900 года и январе 1904 года временно командовал 2-м эскадроном полка. В 1903 и 1904 гг. неоднократно выигрывал и занимал призовые места в скачках на призы военного министерства, а также на призы Императора и императорской фамилии в Санкт-Петербурге. 
Во время русско-японской войны командирован на Дальний Восток, командовал рядом военно-вьючных транспортов, 11 июля 1905 года был переведён в Терско-Кубанский конный полк, в рядах которого участвовал в боях, был награждён двумя боевыми орденами. После окончания войны вернулся в свой полк (1906).
Окончил Офицерскую кавалерийскую школу (1908). С 1911 года командовал 5-м эскадроном полка. 6 марта 1912 года произведён в ротмистры (со старшинством с 1 сентября 1908). В 1908-1913 годах принимал участие в скачках в Санкт-Петербурге, Красном Селе, Тифлисе, занимал высшие и призовые места. 
В составе своего 18-го драгунского Северского полка принял участие в Первой мировой войне. Высочайшим приказом от 7 апреля 1915 года удостоен ордена Святого Георгия 4-й степени:

За то, что 8 ноября 1914 г., во время атаки к югу от сел. Брезины германских обозов, имея под своей командой 68 нижних чинов своего эскадрона, лично повёл их в атаку на пехотное прикрытие неприятельского обоза, численностью в одну роту, несмотря на сильный огонь, открытый по нем как пехотным прикрытием, так и из повозок обоза, и частью изрубив, а частью рассеяв прикрытие, взял в плен и привёл к своему отряду 3 офицеров и 73 нижних чина

Подполковник (1916), полковник (1917). Во время Гражданской войны участвовал в Белом движении на юге России, руководил одним из отрядов во время антибольшевистского восстания в Карачае осенью 1920. После окончания Гражданской войны эмигрировал в Турцию, впоследствии проживал в США. В эмиграции получил чин генерал-майора Терского казачьего войска. Скончался в Нью-Йорке.